# Westchester (Los Angeles)
Westchester – dzielnica w zachodniej części Los Angeles. W 2008 roku szacowano liczbę mieszkańców na 4556 osób. Położona w południowej części Westside. W dzielnicy znajdują się Port lotniczy Los Angeles (LAX), Loyola Marymount University (LMU) i Otis College of Art and Design.

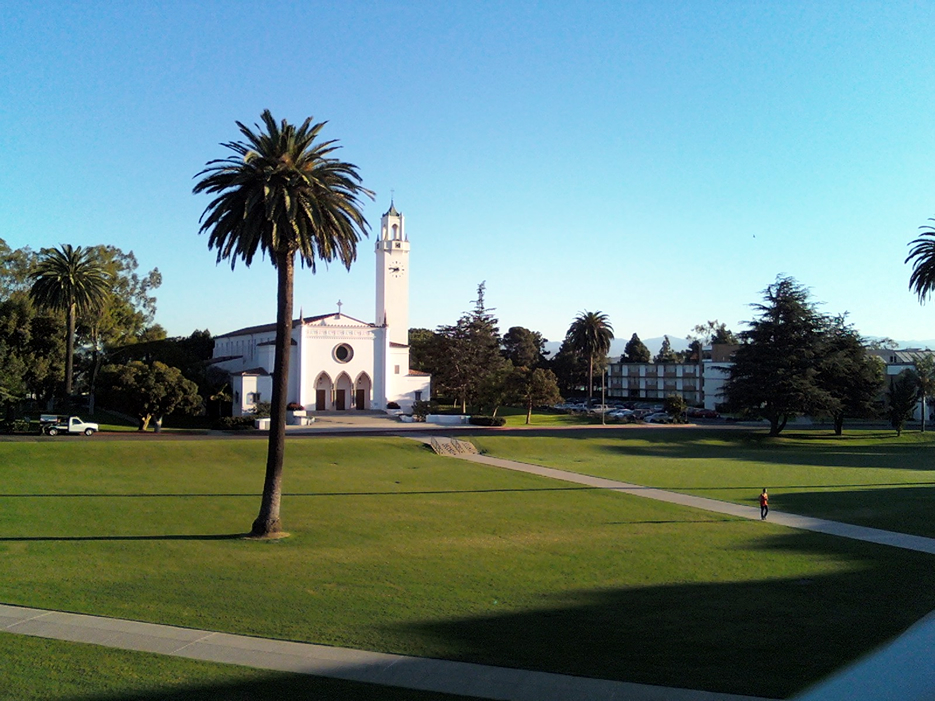
Kaplica na terenie LMU

Westchester położone jest we wschodniej części wzgórz Del Rey. Granice wyznaczają w przybliżeniu Bluff Creek i Bluff Creek Drive, Pershing Drive, Imperial Highway i La Cienega Boulevard oraz Century Freeway. Od północy graniczy z Playa Vista, od wschodu z Inglewood, od południa z El Segundo, z zachodniej strony od Oceanu Spokojnego Westchester oddziela Playa del Rey.
Rozwój terenów dzisiejszego Westchester zaczął się w okresie międzywojennym, kiedy to w okolicach dzisiejszego lotniska powstał przemysł lotniczy. W 1928 roku do dzielnicy przeniósł się Loyola Marymount University, a w 1932 roku odbyły się zawody jeździeckie podczas Letnich Igrzysk Olimpijskich w Los Angeles. W latach 30. założono i rozpoczęto rozbudowę portu lotniczego LAX. W latach 90. do Westchester przeniósł się Otis College of Art and Design.